# Coelotes multannulatus
Coelotes multannulatus är en spindelart som beskrevs av Zhang et al. 2006. Coelotes multannulatus ingår i släktet Coelotes och familjen mörkerspindlar. Inga underarter finns listade i Catalogue of Life.